# Adrián Suar
Adrián Kirzner Schwartz, conosciuto come Adrián Suar (New York, 25 marzo 1968), è un attore argentino, produttore di media e uomo d'affari, meglio noto come direttore del programma di Canale 13 (Argentina).

## Informazioni
| Nato        | Adrián Kirzner Schwartz 25 marzo 1968 Queens, New York, Stati Uniti                |
| Nazionalità | Argentino                                                                          |
| Occupazione | Attore, produttore televisivo e uomo d'affari                                      |
| anni attivi | 1981 - presente                                                                    |
| Sposo       | Araceli González (1996–2002)                                                       |
| Partner     | Griselda Siciliani (2008–2016)                                                     |
| Bambini     | Tomás Kirzner González (nato nel 1998) Margarita Kirzner Siciliani (nato nel 2012) |

## Carriera
Ha iniziato a lavorare nella serie TV Pelito a 13 anni. Ha poi lavorato in altri programmi TV come La banda del Golden Rocket, Poliladron, Por el Nombre de Dios, 22, El Loco e Sin código, e per i film come Comodines, Cohen vs Rossi, Apariencias, Il figlio della sposa, El día que me amen e 18-J .
Insieme a Fernando Blanco, ha creato nel 1994 Pol-Ka, una delle tre più importanti società produttrici di TV in Argentina, con spettacoli che sono stati esportati in altri paesi.
Tra le serie e i film prodotti da Pol-Ka ci sono Por el Nombre de Dios, Comodines, Il figlio della sposa e Luna de Avellaneda.

## Vita privata
Si è sposato e in seguito ha divorziato dall'attrice argentina Araceli González, con la quale ha avuto un figlio. Ha avuto una relazione con l'attrice argentina Griselda Siciliani per otto anni e hanno avuto una figlia. La loro relazione è durata dal 2008 al 2016.

## Premi
Questo elenco è incompleto; puoi aiutare espandendolo.
- Premio Tato 2013 come miglior attore protagonista nella commedia
- Premio Martín Fierro 2013: Miglior attore protagonista della commedia quotidiana (per Solamente Vos)